# Ctenus tuniensis
Ctenus tuniensis is een spinnensoort in de taxonomische indeling van de kamspinnen (Ctenidae).
Het dier behoort tot het geslacht Ctenus. De wetenschappelijke naam van de soort werd voor het eerst geldig gepubliceerd in 1988 door Patel & C. Adinarayana Reddy.